# 少女チャングムの夢
『少女チャングムの夢』（しょうじょチャングムのゆめ。原題：장금이의 꿈（チャングミエ　クム））は2006年4月8日から同年12月23日までNHK総合テレビのNHKアニメ劇場枠で2カ国語（オリジナル音声/日本語吹替）放送されていたテレビアニメ作品である。『チャングムの夢』制作委員会（MBC・株式会社 孫悟空 (SONOKONG) ・ヒウォンエンターテインメント）制作。
2006年7月28日にソウルで『チャングムの夢』第2期制作発表会が行われ、制作委員会に児童書籍等を制作しているホンジンP&Mが新規加入した。
장금이의 꿈（チャングムの夢）は製作国韓国MBCで2005年10月29日から2006年4月26日まで毎週土曜日午前8時25分（現地時間）に放映され、第2期は2007年3月14日から9月19日まで毎週水曜日午後4時30分（現地時間）にMBCで放映された（ただし、第2期の日本での放映は現時点では不明）。

## 概要
韓国製アニメーション作品で、ドラマ『宮廷女官チャングムの誓い』では描かれていないチャングムの少女時代（本アニメ中の設定では12歳から14歳頃の見習い女官時代）を描いた。NHKアニメ『彩雲国物語』と同様に、メルヘンチックかつファンタジー的な作品に仕上がっている。
なお、この作品から『NHKアニメ劇場』の放送が土曜日19時30分からとなるので、2005年10月から2006年11月までは地上波で放送を開始したドラマ本編（『宮廷女官チャングムの誓い』）の前にアニメ（『少女チャングムの夢』）が放送される形となっていた。
このアニメ番組の日本への輸出金額は秘密であるが、既存のアニメーション番組の3倍にのぼる価格と言われている。日本への輸出に当たっては国際メディア・コーポレーションが輸出契約の締結などを担当していた。
放送終了後、夜7時55分からはNHKによる世界遺産の番組（7:55～『シリーズ世界遺産100』、8:00～『探検ロマン世界遺産』）を放送していた。

## 登場キャラクター
※声優は日本語版、朝鮮語版の順。また、「少女チャングムの夢」は二ヶ国語放送で放送している。 
チャングム（ソ・ジャングム）
声 - 伊藤美紀/チョン・ミスク
本編の主人公。年齢は12歳。幼い頃に両親を亡くし、父の友人だったカン・ドック夫妻に引き取られ育てられた。「料理で人々を幸せにする」という夢を叶えるため、宮中の見習い女官となる。どんな逆境にも負けない前向きさと強い正義感の持ち主だが、それゆえに無鉄砲な行動に出てしまうことも。運動神経も優れていて、身のこなしが軽い。見習い女官の資格試験に行く途中、刺客に襲われていた国王中宗を偶然助け、そのとき刺客の顔を見てしまい命を狙われることになる。
ヨンセン（イ・ヨンセン）
声 - 吉田小南美/パク・ソラ
チャングムの水刺間での親友。年齢は12歳。泣き虫だが心優しい女の子で、見事な包丁さばきの腕を持つ。ヨンノとは見習い女官の資格試験の際のトラブルを初めに、何かと衝突することが多かったが、済州島（ジェジュド）編後はケンカ友達とも言えるような関係になった。ペットにカメ（ノク。韓国では『タニ（단이）』）を飼っている。
チャンイ（イ・チャンイ）
声 - 梅田貴公美/イ・ソンジュ
チャングムの水刺間での親友。年齢は12歳。韓国南西部の全羅道（チョルラド）出身。代官の娘でお嬢様だが、姉御肌で気さくな性格。かなりの食いしん坊で料理を作るたびにつまみ食いをしてしまう。料理の盛り付けのセンスに優れている。水刺間で孵化してしまったダチョウのタヨを引き取り、事実上の飼い主になる。　
クミョン（チェ・グミョン）
声 - 佐古真弓/パク・ソニョン
水刺間の見習い女官。年齢は13歳。チェ尚宮の姪。チャングムの最大のライバル。代々宮中に仕え、最高尚官を出してきた名門一族の出で、料理の英才教育を受けてきた天才少女。常に冷静沈着であまり感情的になることはないが、初めて自分と互角以上に料理勝負で渡り合ったチャングムに強い闘争心が芽生える。また、ミン・ジョンホに好意を寄せている描写が見られ、その面でもチャングムをライバル視するようになる。あくまで正々堂々とチャングムと競い合いたいと思っており、チェ尚官が裏で妨害行為をしていたことを知ったときは、水刺間を出ていこうとしたほど自尊心が高い。
ヨンノ（ユン・ヨンノ）
声 - 高乃麗/キム・ソヨン
水刺間の見習い女官。年齢は13歳。意地が悪く狡猾な性格で、見習い女官の試験では他の受験者の料理を盗む、昇格試験ではカンニングなどの不正行為を平然とやっていた。チェ一族に取り入ってチャングムたちと対立し、チェ尚官の命令で嫌がらせや妨害を繰り返していたが、海賊島でチャングムたちに助けられたのをきっかけに和解した。済州島（ジェジュド）へ向かう途中、刺客の手下たちにチャングムと間違えられて攫われたところをチャン・スロに助けられ、それ以来彼に惚れているが全く相手にされていない。
ハン尚宮（ハンサングン、ハン・ペギョン）
声 - 藤本喜久子/パク・ソニョン
水刺間を取り仕切る尚宮の一人。見習い女官の指導の他、国王の膳の用意を任されている。チャングムに料理を作る上での大切な心構えを諭し、母親のように優しく見守っている。
チェ尚宮（チェ・ソングム）
声 - 高橋理恵子/ユン・ソンヘ
水刺間を取り仕切る尚宮の一人。クミョンの叔母にあたる。長年宮中に仕えてきた名門一族の一人として、強い誇りとプライドを持っている。一族の期待であるクミョンに目をかけている一方、チャングムと同職のライバルであるハン尚宮を敵視し、様々な妨害を仕掛けてくる。海賊島の一件で命を助けられたことで、多少チャングムたちのことを認めたようだったが完全な和解には至らず、その後も一族の面子と保身のために敵対した。
ウン尚宮
声 - 定岡小百合/パク・ソラ
水刺間を取り仕切る尚宮の一人。見習い女官たちを厳しく指導している。常に仏頂面だが意外に愛嬌のある一面も。アニメオリジナルキャラクター。
国王・中宗
声 - 平川大輔/チェ・ハン
李氏朝鮮第11代目国王。年齢は18歳。常に民のことを第一に考える心優しき名君。前王朝の国王に仕えていた者達に命を狙われ、間一髪のところでチャングムに助けられる。
ミン・ジョンホ（チョンホ）
声 - 土田大/リュ・スンゴン
宮中の兵士で、中宗から絶大な信頼を受けている。年齢は15歳。寡黙で誠実な美青年で、宮中の女官達に人気が高い。中宗の命を助けたチャングムを探すよう命令を受け、奔走する。チャングムに好意を寄せている節が見られる。
チャン・スロ
声 - 真殿光昭/キム・ヨンソン
宮中の兵士。年齢は16歳。ミン・ジョンホとは幼馴染の間柄。明朗快活な反面、お調子者で軽薄な行動をとってしまうこともしばしばある。兵士としての技量は確かであり、飾らない人柄で部下からも慕われている。チャングムに惚れており、何かといいところを見せようとするものの、ほとんど空回りしてしまう。ミン・ジョンホを恋敵として一方的にライバル視している。アニメオリジナルキャラクター。
ヘヤ医女
声 - 松井菜桜子/ユン・ソンヘ
宮中に仕える女性医師。何故か宮中の様々な出来事を調べており、謎が多い。放火の容疑をかけられたチャングムをミン・ジョンホと共に助ける。アニメオリジナルキャラクター。
トンイ（カン・ドンイ）
声 - 朝倉栄介/イ・ソンジュ
カン・ドック夫妻の一人息子で、チャングムとは兄妹同然に育った。チャングムからは「トンイ兄ちゃん」と呼ばれている。食いしん坊かつお気楽な性格。後に宮中の兵士となり、チャン・スロといいコンビに。アニメオリジナルキャラクター。
カン・ドック（トック）
声 - 佐々木梅治/チェ・ソクピル
トンイの父親でチャングムの育て親。トンイ同様恰幅がよい。チャングムを我が子同然に可愛がっている。宮中に仕えるスクス（料理で力技が必要なときに働く男の料理人）。　
カン・ドックの妻
声 - つかもと景子/キム・ソヨン
トックの妻でトンイの母親。気が強く夫を完全に尻に敷いている。チャングムを我が子同然に可愛がっている。金にはうるさい性格。
最高尚宮
声 - 真山亜子/イ・ソンジュ
尚宮たちの頂点に立つ、水刺間の最高責任者。国王の膳の毒見役を任されている。
刺客の男
声 - 平川大輔
中宗の命を狙う刺客たちのリーダー格である、長身で目つきの鋭い男。チャングムに中宗の暗殺を阻止され、さらに素顔を見られてしまったためチャングムの命を狙う。
※佐々木とつかもとはドラマ版の吹き替えも同じ役柄で担当している。

## スタッフ
第1期
- 企画 - チェ・ジンソプ、キム・ヨンエ
- チーフプロデューサー - イ・ウヌ（MBCプロデューサー）
- プロデューサー - イ・ウンミ、キム・ソンテ（김 선태）（ベイブレード、Battleビーダマンプロデューサー）
- シリーズ構成 - オ・ジョンウン（可愛いチョコミ、ポンポンポロロ、Battleビーダマン脚本）
- 脚本 - チョ・ギュウォン、オ・ジョンウン、キム・ウンジ、キム・ヒョンジュ、キム・ジュヨン
- キャラクターデザイン・総作画監督 - クォン・ユニ（ドラゴンドライブ、天上天下、サムライチャンプルー原画）
- 監修 - 蔭山康生（フランダースの犬演出助手、名犬ジョリー演出等）
- 監督 - パク・ピョンサン（ヌードルヌード監督、スーパー・ドゥーパー・スモズキャラクターデザイン）
- 色彩設定 - キム・グンジュ
- 音楽監督 - ウォン・イル
- 美術監督 - ポン・ハグォン
- 撮影監督 - キム・ギョンテ
- 製作 - MBC、株式会社 孫悟空(SONOKONG)、ヒウォンエンターテインメント(Heewon Entertainment)
- アニメーション制作 - ヒウォンエンターテインメント

日本語版スタッフ
- 張銀英
- 新井淳
- 野尻哲子
- 向山宏志
- 金谷和美
- 里口千
- 丸田智子
- 布施実

第2期
- 企画 - イ・ウヌ、キム・ヨンエ
- チーフプロデューサー - イ・ビョンドク（MBCプロデューサー）
- プロデューサー - キム・ソンテ（김 선태）
- シリーズ構成・脚本 - オ・ジョンウン、キム・ヒョンジュ
- キャラクターデザイン・総作画監督 - クォン・ユニ
- 監修 - 蔭山康生、ミン・ギョンジョ
- 監督 -  ミン・ギョンジョ、パン・スンジン
- 色彩設定 - キム・グンジュ
- 音楽監督 - イム・ヒソン
- 美術監督 - ポン・ハグォン
- 撮影監督 - キム・ギョンテ
- 製作 - MBC、株式会社 孫悟空(SONOKONG)、ヒウォンエンターテインメント(Heewon Entertainment)、ホンジンP&M
- アニメーション制作 - ヒウォンエンターテインメント

## 主題歌
日本語版
オープニング「今が大好き」
作詞 - 渡辺なつみ/作曲・編曲 - 田村直樹/歌 - ユンナ
エンディング「祈り」
作詞 - chise/作曲・編曲 - 岩見直明/歌 - ユンナ
※オープニング、エンディング共に 主音声は日本語version、副音声は韓国語version（二ヶ国語放送時）。
原版（韓国版）
第1期
オープニング（１～15話）「꿈을 이루자」（クムル　イルジャ：夢をかなえよう）
作詞 - ウォン・イル/作曲 - イム・ヒソン/歌 - 七公主（チルコンジュ）
※放送分には、七公主のコーラスが入った。
オープニング（16～26話）「장금이의 꿈」（チャングミエ　クム：チャングムの夢）
作詞 - パク・チョンヒョン/作曲 - パン・ジヨン、チョン・ドクホ、ク・テフン/歌 - Ex（イクス）
エンディング「달빛소녀」（タルピッソニョ：月明かりの少女）
作詞 - イ・スンファン/作曲 - イ・スンファン、ファン・ソンジェ/歌 - イ・スンファン、チョン・ソンミ
第2期
オープニング「Korean Food」
作詞・編曲 - シン・チャンニョル/作曲 - イム・ヒソン/歌 - イ・ジャラム
エンディング「에헤라디야」（エヘラディヤ）
作詞 - リュ・グヮンミン/作曲 - キム・ソンテ（김 성태）/歌 - チョ・ミンヘ
香港版
オープニング「星星的加冕」
作詞 - イングランド・チェン/作曲 - 鄧智偉/歌 - シャーメイン・シェー

## サブタイトル

### 第一期
- 表中の「原題」は韓国版での放送されたサブタイトルで括弧はその日本語訳である。
- 表中の「サブタイトル」は日本で放映されたサブタイトルを示す。

| 話数    | サブタイトル        | 原題                                             | 脚本             | 絵コンテ         | 演出               | 作画監督                            | 放送日 （韓国） | 放送日 （日本） |
| ------- | ------------------- | ------------------------------------------------ | ---------------- | ---------------- | ------------------ | ----------------------------------- | --------------- | --------------- |
| 第1話   | チャングムの夢      | 장금이의 꿈 （チャングムの夢）                   | チョ・ギュウォン | パク・ピョンサン | パク・ピョンサン   | クォン・ユニ                        | 2005年 10月29日 | 2006年 4月8日   |
| 第2話   | 見習い女官 選抜試験 | 생각시 선발시험 （センガクシ選抜試験）           | オ・ジョンウン   | シン・ギロ       | キム・ソンボム     | イ・ヒョンジョン                    | 11月5日         | 4月15日         |
| 第3話   | 自然の味            | 자연의 맛 （自然の味）                           | キム・ウンジ     | ユン・ヨンギ     | キム・ソンボム     | イ・ジョンギョン                    | 11月12日        | 5月6日          |
| 第4話   | 母さんの味          | 엄마의 밥상 （おふくろのお膳）                   | キム・ウンジ     | シン・ギロ       | キム・ジング       | イ・ドンシク                        | 11月19日        | 5月13日         |
| 第5話   | 昇級試験            | 승급시험 （昇級試験）                            | オ・ジョンウン   | パン・スンジン   | チャン・ヒョシク   | ファン・イルチン                    | 11月26日        | 5月20日         |
| 第6話   | 果てしない料理対決  | 끝까지 않는 경합 （終わりなき競合）              | オ・ジョンウン   | キム・ギドゥ     | キム・ジョンハク   | チャン・ヒギュ                      | 12月3日         | 6月17日         |
| 第7話   | 伝説の壷おばあさん  | 단지할매를 찾아서 （タンジ婆さんを探して）       | キム・ウンジ     | シン・ギロ       | キム・ギドゥ       | キム・ギドゥ                        | 12月10日        | 6月24日         |
| 第8話   | 旅館対決            | 대륙주막 오누이주막 （大陸酒幕 姉弟の酒幕）      | キム・ウンジ     | シン・ギロ       | オム・イキョン     | イ・ジヌク                          | 12月17日        | 7月1日          |
| 第8.5話 | 日本未放映          | (방학특집) 지난이야기 （冬休み特集）今までのお話 | （総集編）       | （総集編）       | （総集編）         | （総集編）                          | 12月24日        | 未放映          |
| 第9話   | チェジュ島の試練    | 단지할매의 비밀 （タンジ婆さんの秘密）           | キム・ウンジ     | マ・ゴンジャン   | チャン・ヒョシク   | ファン・イルチン                    | 12月31日        | 7月8日          |
| 第10話  | アワビとナマコ      | 단지할매의 첫과제 （タンジ婆さんの初課題）       | キム・ヒョンジュ | チャン・スヨン   | ホン・セパル       | クォン・ヒジェ                      | 2006年 1月7日   | 7月15日         |
| 第11話  | 不気味な洞くつ      | 죽음의 동굴 （死の洞窟）                         | キム・ヒョンジュ | チェ・ピョンヒ   | キム・ソンボム     | チャン・ヒギュ                      | 1月14日         | 7月22日         |
| 第12話  | 自然の贈り物        | 자연의 선물 （自然の贈り物）                     | キム・ヒョンジュ | シン・ギロ       | ユ・ジホ           | イ・ジョンギョン                    | 1月21日         | 8月19日         |
| 第13話  | 壷料理の心          | 단지요리의 비법 （タンジ料理の秘法）             | キム・ウンジ     | リュゥ・ギヒョン | イ・ハクピン       | キム・ソンワン                      | 1月28日         | 8月26日         |
| 第14話  | 海賊島              | 해적섬 （海賊の島）                              | キム・ウンジ     | チャン・スヨン   | キム・ギョングァン | キム・ソンワン                      | 2月4日          | 9月2日          |
| 第15話  | 娘の願い            | 다시 궁으로! （再び宮廷へ）                      | キム・ウンジ     | ヤン・ジンチョル | イ・ハクピン       | キム・ソンワン                      | 2月11日         | 9月16日         |
| 第16話  | 幽霊騒動            | 귀신 대소동 （お化け大騒動）                     | キム・ヒョンジュ | シン・ギロ       | キム・ジェホン     | クォン・ウンギョン                  | 2月18日         | 9月23日         |
| 第17話  | 黒幕の正体          | 드러나는 음모 （暴かれた陰謀）                   | キム・ヒョンジュ | チャン・スヨン   | キム・ユチョン     | パク・ヒョンギョン チェ・スニョル   | 2月25日         | 9月30日         |
| 第18話  | 長官の罠            | 자객단의 최후 （刺客団の最後）                   | キム・ヒョンジュ | コ・スンヒョン   | キム・ジング       | イ・ホジク                          | 3月4日          | 10月7日         |
| 第19話  | 秘伝の書            | 궁중미서 （宮中味書）                            | キム・ウンジ     | キム・ドンナム   | アン・ジンモ       | キム・チャングィ イ・ジヌク         | 3月11日         | 10月21日        |
| 第20話  | 風変わりな料理人    | 괴짜 요리사 （異色の料理人）                     | キム・ウンジ     | シン・ギロ       | ホン・セパル       | イ・ジョンギョン                    | 3月18日         | 10月28日        |
| 第21話  | サンザシの木        | 산사나무 （サンザシの木）                        | キム・ヒョンジュ | 柳瀬雄之         | ユン・テウク       | キム・チャングィ クォン・ウンギョン | 3月25日         | 11月4日         |
| 第22話  | みそ玉村            | 메주 마을 （みそ玉麹の里）                       | キム・ヒョンジュ | コ・スンヒョン   | オ・ギュヨル       | キム・ジュノ                        | 4月1日          | 11月11日        |
| 第23話  | 飢きんの村          | 보릿고개 （ポリッコゲ（春窮期））                | キム・ウンジ     | シン・ギロ       | キム・ジョンハク   | キム・ギナム                        | 4月8日          | 11月18日        |
| 第24話  | 達人を訪ねて        | 달인을 찾아서 （達人を探して）                   | キム・ウンジ     | ヤン・ジンチョル | ヤン・ジンチョル   | クォン・ウンギョン                  | 4月15日         | 11月25日        |
| 第25話  | 料理大会            | 요리경연대회 （料理競演大会）                    | キム・ヒョンジュ | シン・ギロ       | キム・ヒガン       | イ・ヒョンジョン                    | 4月22日         | 12月16日        |
| 第26話  | 最後の勝負          | 마지막 승부 （最後の勝負）                       | キム・ウンジ     | ヤン・ジンチョル | イ・ハクピン       | クォン・ユニ                        | 4月26日         | 12月23日        |

### 第二期
- 現時点で、日本では未放映のため、参考までに韓国放映時のサブタイトルを紹介する。

| 話数   | サブタイトル                                        | 脚本             | 絵コンテ         | 演出             | 作画監督                            | 放送日         |
| ------ | --------------------------------------------------- | ---------------- | ---------------- | ---------------- | ----------------------------------- | -------------- |
| 第1話  | 꿈을 향해 달려라 （夢に向かって走れ）               | オ・ジョンウン   | シン・ギロ       | パク・ピョンサン | イ・ヒョンジョン                    | 2007年 3月14日 |
| 第2話  | 치마바위 （チマバウィ）                             | キム・ヒョンジュ | パク・ピョンサン | イ・ジョンギョン | キム・ギナム                        | 3月21日        |
| 第3話  | 선농제에서 생긴 일 （先農祭での出来事）             | オ・ジョンウン   | 柳瀬雄之         | キム・テヒョン   | イ・ヒョンジョン                    | 3月28日        |
| 第4話  | 빙수와 경단 （氷と団子）                            | オ・ジョンウン   | ク・グァンウン   | チョ・ジュニョン | ソ・クムスク                        | 4月4日         |
| 第5話  | 빙고사건 （氷庫（氷室）事件）                       | キム・ヒョンジュ | ホン・セパル     | パク・デヨル     | チェ・ヒョンソプ                    | 4月11日        |
| 第6話  | 명탐정 장금 （名探偵チャングム）                    | キム・ヒョンジュ | シン・ギロ       | パク・ピョンサン | キム・ギドゥ                        | 4月18日        |
| 第7話  | 단오제 （端午祭）                                   | キム・ヒョンジュ | シン・ギロ       | イ・ジョンギョン | キム・ギナム                        | 4月25日        |
| 第8話  | 죽마고우 ［竹馬故友（竹馬の友））］                 | キム・ヒョンジュ | パク・ピョンサン | パク・ピョンサン | イ・ヒョンジョン                    | 5月2日         |
| 第9話  | 애틋한 마음 시작되는 사랑 （切ない気持ち 始まる恋） | オ・ジョンウン   | ク・グァンウン   | ウォン・テソン   | ムン・ジュヨン チョン・ジョンミン   | 5月9日         |
| 第10話 | 국화각시 ［菊花カクシ（菊の見習い女官））］         | オ・ジョンウン   | ユン・ヨンギ     | キム・イル       | イム・ヒョギョン                    | 5月16日        |
| 第11話 | 누명 ［陋名（汚名））］                             | オ・ジョンウン   | 池田             | キム・ジョンハク | チャン・ヒギュ                      | 5月23日        |
| 第12話 | 금강산 호랑이 （金剛山の虎）                        | キム・ヒョンジュ | ホン・セパル     | チョ・ジュニョン | ソ・クムスク                        | 5月30日        |
| 第13話 | 호랑이 마을 （虎の村）                              | キム・ヒョンジュ | ホン・セパル     | キム・イル       | イム・ヒョギョン                    | 6月13日        |
| 第14話 | 붉은 글씨의 비밀 （赤い文字の秘密）                 | オ・ジョンウン   | ク・グァンウン   | イ・ジョンギョン | イ・ヒョンジョン                    | 6月20日        |
| 第15話 | 사라진 장수로 （消えたチャン・スロ）                | オ・ジョンウン   | シン・ギロ       | パク・デヨル     | チェ・ヒョンソプ                    | 6月27日        |
| 第16話 | 버들도령 （やなぎトリョン）                         | オ・ジョンウン   | 池田             | チョ・ジュニョン | ソ・クムスク                        | 7月4日         |
| 第17話 | 소중한 사람에게 （大事な人に）                      | オ・ジョンウン   | ク・グァンウン   | パク・ピョンサン | イ・ヒョンジョン パク・ヒョンギョン | 7月11日        |
| 第18話 | 일월신교 （日月神教）                               | キム・ヒョンジュ | ユン・ヨンギ     | パク・ピョンサン | イ・ヒョンジョン                    | 7月18日        |
| 第19話 | 사원의 비밀 （寺院の秘密）                          | キム・ヒョンジュ | ユン・ヨンギ     | イ・ジョンギョン | キム・ギナム                        | 7月25日        |
| 第20話 | 죽음의 숲 （死の森）                                | キム・ヒョンジュ | ク・グァンウン   | イ・ジョンギョン | ユ・ボンヒョン                      | 8月1日         |
| 第21話 | 은빛비다의 소용돌이 （銀色の海の渦巻き）            | キム・ヒョンジュ | シン・ギロ       | キム・イル       | イム・ヒョギョン                    | 8月8日         |
| 第22話 | 뜻밖의 만남 （意外な出会い）                        | キム・ヒョンジュ | ホン・セパル     | パク・ピョンサン | キム・ギドゥ                        | 8月22日        |
| 第23話 | 엄마의 혼적 （母の痕跡）                            | キム・ヒョンジュ | ヤン・ジンチョル | イ・ジョンギョン | キム・ギナム イム・ヒョギョン       | 8月29日        |
| 第24話 | 마지막 기회 （最後の機会）                          | オ・ジョンウン   | シン・ギロ       | キム・イル       | ユ・ボンヒョン                      | 9月5日         |
| 第25話 | 음모의 희생양 ［陰謀の犠牲羊（陰謀の生け贄））］    | オ・ジョンウン   | ホン・セパル     | パク・ピョンサン | オム・ユジョン シン・ガンイ         | 9月12日        |
| 第26話 | 첫 눈 내린 날 （初雪の降る日）                      | キム・ヒョンジュ | シン・ギロ       | パン・スンジン   | クォン・ユニ イム・ヒョギョン       | 9月19日        |

## 補足
- 「ドラマ本編（『宮廷女官…』）の少女時代（見習い女官時代）の設定と比較すると一部設定が矛盾している（少女時代のチャンイはドラマ版では痩せた体形であるのに対し、アニメ版では太った体形になっている等）所がある」と言われているが、アイラブMBC 番組情報通の2005年10月20日に公開した情報の中に「『チャングムの夢』（原版）はアニメーションの主要視聴層に合わせ、ドラマ『大長今』の内容に、コミックコード等新たな物語を加味してバランスよく画面上に表現し、教育的要素と面白さの要素を同時に浮き出させて、ドラマ『大長今』と差別化された感動を与えることを期待されている」（訳文）とあることから、ドラマと差別化を図って、「子供から大人まで家族全員が視聴出来る作品にした」（MBC責任プロデューサー　イ・ウヌ2005年10月談）とのこと。
- 『NHKプロ野球』『日本の、これから』『思い出のメロディー』『NHK杯国際フィギュアスケート競技大会』など特別番組集中時期と被ってしまっているためか、放送日が一ヶ月以上飛んでしまうしまうことが度々あったものの、そこそこ安定した視聴率を獲得していた（そのため、話数的には26話=2クールなのだが、3クールかかることになった）。放送日が飛ぶことについて、関係者は2005年10月19日の時点で「著作権に関する契約を締結するだけの段階」と述べている。
- 本編の中で「何故か「土下座」や「縮地」など、日本の文化とも混ざってしまっている」という指摘がある。実際、MBCの「チャングムの夢」公式サイトの「視聴者意見」掲示板において、韓国の視聴者からも「合間合間に見られる日本文化の残滓が目障りですね」（訳文）といった同様の指摘が為されている。
- 香港ではドラマの原題と同じ「大長今」というタイトルで、2006年9月3日からケーブルテレビ局の翡翠臺で放映された。
- 台湾では中国電視公司（CTV）で、2006年10月14日～2007年4月14日まで毎週土曜日18時30分～19時（現地時間）に第1期が「大長今－長今之夢」として放映された。2007年4月21日～2007年6月9日まで毎週土曜日18時30分～19時（現地時間）、2007年6月16日～2007年7月15日まで毎週土曜日14時30分～15時（現地時間）、2007年7月22日～2007年10月21日まで毎週日曜日17時30分～18時（現地時間）に第2期が「大長今－少女長今」として放映されている。なお、その後MOMO親子台にて再放送されているが、MOMO親子台版では、標準中国語（国語）のほかに台湾語吹き替え版も製作され、放送されている。
- 2008年4月20日～27日まで、韓国・ソウルのユニバーサルアートセンター（ソウル特別市広津区陵洞25）で、ミュージカルとして公演された。